# Bernward de Wurtzbourg
Bernward (mort en 995 sur l'île d'Eubée)  est évêque de Wurtzbourg de 990 à 995.

## Biographie
L'épiscopat de Bernward est marqué par les pillages et les destructions des abbayes et les tentatives de rétablissement. Il reprend ainsi la mission de Hugo, son prédécesseur, notamment pour l'abbaye de Burchard (de). Afin d'éviter le déclin à certains monastères, Bernward use de faux documents. Il s'appuie sur des documents soi-disant de Pépin le Bref et de Charlemagne pour avoir la restitution de Neustadt am Main, Homburg am Main, Amorbach, Schlüchtern et Murrhardt. Pour l'abbaye de Münsterschwarzach, il existe un acte de Louis II de Germanie daté de 857.
Avant sa nomination comme évêque, Bernward avait déjà un rôle politique. Avec le Grec Johannes Philagathos, il prévoit le mariage d'Otton III à Byzance. Il meurt lors du voyage du retour.

## Source de la traduction
- (de) Cet article est partiellement ou en totalité issu de l’article de Wikipédia en allemand intitulé « Bernward (Würzburg) » (voir la liste des auteurs).